# Lasioglossum clelandi
Lasioglossum clelandi är en biart som först beskrevs av Cockerell 1910.  Lasioglossum clelandi ingår i släktet smalbin, och familjen vägbin. Inga underarter finns listade i Catalogue of Life.

## Bildgalleri

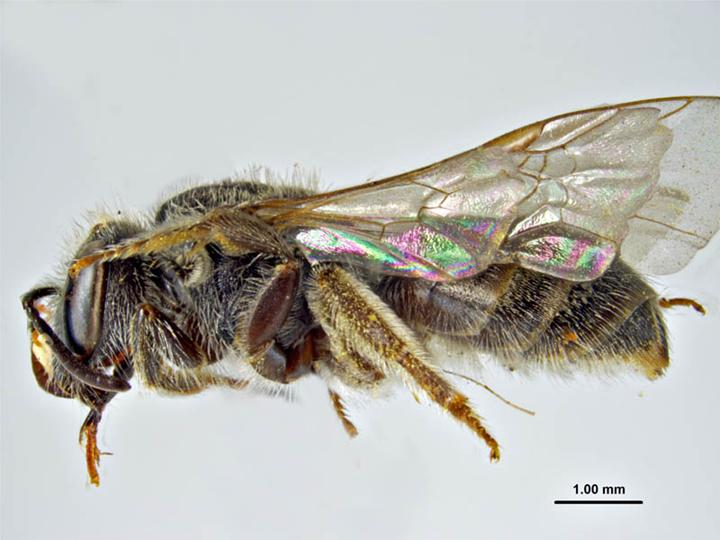
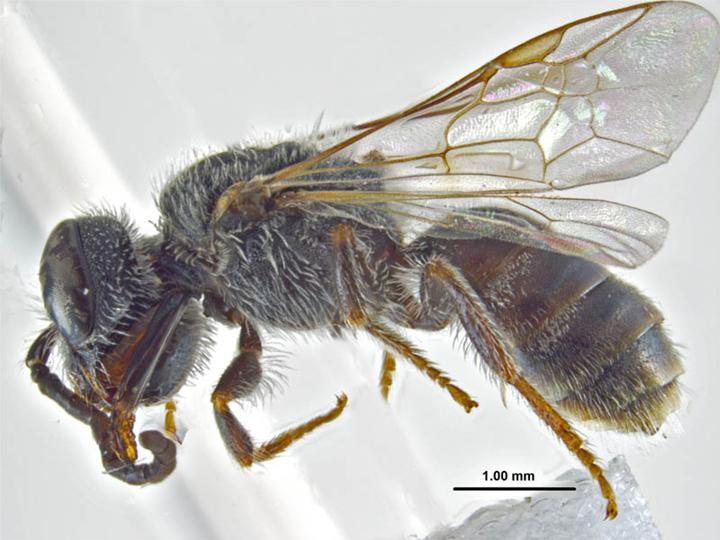